# Dobbertiner See
Il Dobbertiner See (Lago di Dobbertin) è un lago situato nella Germania settentrionale; si trova sul bordo nordoccidentale del Parco Naturale Nossentiner/Schwinzer Heide e a nord di Goldberg nel "Parco Naturale Protetto del Panorama Lacustre di Dobbertin e della media valle del mittleres Mildenitz" nel Circondario Ludwigslust-Parchim in Meclemburgo-Pomerania Anteriore. 
Il lago è attraversato da sud a nord dal fiume Mildenitz. Nella zona nord delle sponde del lago vicino all'attuale estuario del Mildenitz si trova la nuova struttura a diga per l'indirizzamento della fauna ittica. La località di Dobbertin, con la sua Abbazia si trova sulla riva nordest. 
Il lago di Dobbertin, che si trova sul margine orientale dell'area protetta "Valle centrale del Mildenitz", è parte costituente del "Gran Panorama Lacustre del Meclemburgo" e appartiene alla zona climatica delle colline del medio Meclemburgo e del gran lago.
I suoi dintorni sono ancor oggi utilizzati come economia agricola e forestale. La Valle glaciale a tunnel, che si estende longitudinalmente in direzione est-ovest, è lunga 5,4 chilometri e larga un chilometro, ha una profondità media di 4,8 metri e un'acqua di eccellente qualità. 
Sul margine nordorientale del lago di Dobbertin si trova l'Abbazia di Dobbertin, con il suo circondario, e dietro l'abbaziw il suo parco.